# Dekeyseria brachyura
Dekeyseria brachyura är en fiskart som först beskrevs av Kner, 1854.  Dekeyseria brachyura ingår i släktet Dekeyseria och familjen Loricariidae. Inga underarter finns listade i Catalogue of Life.